# Califado Idríssida
Emirado Idríssida foi um Estado do Magrebe fundado em 789 pelo álida Idris I (r. 789–791). A dinastia reinante, os idríssidas, governariam o país até sua conquista pelos Califados de Córdova e Fatímida em 974.

## Lista de governantes
Segue a lista de califas:
- Idris I (r. 789–791)
- Idris II (r. 808–828)
- Maomé I (r. 828–836)
- Ali I (r. 836–849)
- Iáia I (r. 849–863)
- Iáia II (r. 863–866)
- Ali II (r. 866–?)
- Iáia III (r. ?–905)
- Iáia IV (r. 905–919/920)
- Domínio fatímida (919/920–925)
- Haçane I (r. 925–927)
- Domínio fatímida (927–937/938)
- Alcácime I (r. 937/938–948/949)
- Amade I (r. 948/949–954/955)
- Haçane II (r. 954/955–974)